# Saint-François-Longchamp
Saint-François-Longchamp è un comune francese di 218 abitanti situato nel dipartimento della Savoia della regione dell'Alvernia-Rodano-Alpi.

## Società

### Evoluzione demografica
Abitanti censiti